# Puchar Zatoki Perskiej w piłce nożnej
Puchar Zatoki Perskiej (ang. Gulf Cup, arab. كأس الخليج) – międzynarodowy turniej piłkarski rozgrywany z reguły co dwa lata. Biorą w nim udział reprezentacje państw leżących nad Zatoką Perską (choć od turnieju w Kuwejcie na przełomie 2003 i 2004 roku gra w nim również reprezentacja Jemenu, nigdy za to nie brał w nim udziału Iran).

## Lista turniejów o Puchar Zatoki Perskiej
Turniej rozgrywany jest od 1970 roku. Dotychczas najwięcej zwycięstw (10) ma na koncie reprezentacja Kuwejtu. Nie zawsze turniej rozgrywany jest w odstępie dwóch lat; w roku 2000 turniej odwołano, a w roku 2004 rozegrano dwa turnieje (pierwszy na przełomie 2003 i 2004 roku).
| Rok     | Gospodarz                    | Zwycięzca                    |
| ------- | ---------------------------- | ---------------------------- |
| 1970    | Bahrajn                      | Kuwejt                       |
| 1972    | Arabia Saudyjska             | Kuwejt                       |
| 1974    | Kuwejt                       | Kuwejt                       |
| 1976    | Katar                        | Kuwejt                       |
| 1979    | Irak                         | Irak                         |
| 1982    | Zjednoczone Emiraty Arabskie | Kuwejt                       |
| 1984    | Oman                         | Irak                         |
| 1986    | Bahrajn                      | Kuwejt                       |
| 1988    | Arabia Saudyjska             | Irak                         |
| 1990    | Kuwejt                       | Kuwejt                       |
| 1992    | Katar                        | Katar                        |
| 1994    | Zjednoczone Emiraty Arabskie | Arabia Saudyjska             |
| 1996    | Oman                         | Kuwejt                       |
| 1998    | Bahrajn                      | Kuwejt                       |
| 2000    | turniej odwołano             | turniej odwołano             |
| 2002    | Arabia Saudyjska             | Arabia Saudyjska             |
| 2004    | Kuwejt                       | Arabia Saudyjska             |
| 2004    | Katar                        | Katar                        |
| 2007    | Zjednoczone Emiraty Arabskie | Zjednoczone Emiraty Arabskie |
| 2009    | Oman                         | Oman                         |
| 2010    | Jemen                        | Kuwejt                       |
| 2013    | Bahrajn                      | Zjednoczone Emiraty Arabskie |
| 2014    | Arabia Saudyjska             | Katar                        |
| 2017/18 | Kuwejt                       | Oman                         |
| 2019    | Katar                        | Bahrajn                      |
| 2023    | Irak                         | Irak                         |
| 2024    | Kuwejt                       |                              |